# Nine Network
Nine Network (stilizat ca 9Network, cunoscut comun ca Channel 9 sau simplu Nine) este un canal din Australia, în care este o divizie de Nine Entertainment Co. Este una dintre cele cinci canale principale care este gratuit din Australia. A fost fondată pe 16 septembrie 1956.

## Seriale
Seriale difuzate de Nine Network:
- Getaway
- Helloworld
- Footy Classified
- 100% Footy
- RBT
- The Block
- Millionaire Hot Seat
- 20 to 1
- True Story with Hamish & Andy
- Australian Ninja Warrior
- Travel Guides
- The Voice Australia
- Doctor Doctor
- Married at First Sight
- Hi-5